# Here comes my love
『here comes my love』（ヒア・カムズ・マイ・ラヴ）は、日本のバンド・Mr.Childrenの7作目の配信限定シングル。2018年1月19日にトイズファクトリーより発売された。

## 背景・音楽性
桜井和寿曰く、「ハードロック寄りのバラード」。間奏のギター・ソロは桜井によるもので、クイーンを意識したという。
2017年末より、Mr.Childrenはアルバム『REFLECTION』以降に桜井和寿が書き溜めたデモをもとに、長期の制作期間に突入。本楽曲はその第1弾発表とも言うべき作品となっている。

## リリース・プロモーション
『himawari』以来、約半年ぶりとなるシングル。配信限定シングルとしては、『放たれる』以来約3年8か月ぶりとなる。
本作のアートディレクターは大西正一が担当。ジャケットには寒立馬が映っている。
2019年12月25日より本作が収録されたアルバム『重力と呼吸』のサブスクリプション配信がスタートしたことに伴い、本作のサブスクリプション配信も開始された。

## 批評
ロッキング・オンの高橋智樹は、本作に関して「BPM=70ほどのゆったりとしたリズム感の中で、聴く者の孤独に寄り添う密接な距離感から、ギターのドライブ感が轟くスタジアム級のサウンドスケープまで、Mr.Childrenの音風景のすべてを体現してみせたような、切実なエモーションあふれる名曲だ」とし、振り幅の大きな楽曲の点描画から「Mr.Children像」を浮かび上がらせるのではなく、1曲1曲に己の闇も光も注ぎ込んで自らのすべてを描ききるような迫力が、優しいメロディの隅々にまでみなぎっている、と評した。

## チャート成績
初週で約7.2万ダウンロードを計上し、2018年1月29日付のオリコン週間デジタルシングルチャート、およびBillboard JAPAN週間ダウンロードソングチャート「Billboard Japan Download Songs」で共に初登場1位を記録。また、翌週も約3.6万ダウンロードを記録し、両チャートで2週連続1位となった 。さらに、その2週間後となる2月19日付の両チャートでは、約2.0万ダウンロードを計上し再び1位を獲得した 。
2018年度のオリコン年間デジタルシングルチャート、およびBillboard JAPAN年間ダウンロードソングチャート「Billboard Japan Download Songs of the Year 2018」では共に10位にランクイン。

## 収録曲
| #  | タイトル               | 作詞・作曲 | 編曲        |                             | 時間 |
| -- | ---------------------- | ---------- | ----------- | --------------------------- | ---- |
| 1. | 「here comes my love」 | 桜井和寿   | Mr.Children | 弦編曲: 桜井和寿 & 世武裕子 | 5:58 |

## 楽曲解説
1. here comes my love
  - フジテレビ系木曜劇場『隣の家族は青く見える』主題歌[14]。ドラマのために書き下ろされた楽曲で、桜井和寿は「この物語の登場人物達の、また、その物語に自分を重ね共感するであろう皆さんの背中を押すことができるように、この曲に心を込めて制作しました」とコメントしている[22]。
  - 本楽曲を使用したミュージック・ショートフィルムが制作され、2018年2月9日よりMr.ChildrenのYouTube公式チャンネルで公開されている[23]。監督は林響太朗が務め、脚本は唐津宏治が担当。堀田眞三・貞光奏風・坂井悠莉・吉原拓弥・小林涼子・キンタカオが出演している[24]。歳を重ねてもずっと1人の女性を想い続ける男性に起きる奇跡を描いた作品となっており[25][26]、トイズファクトリーの特設サイトではショートフィルムのシナリオも公開されている[24]。また、本作のジャケットにも採用された寒立馬が登場している。林は本楽曲のイメージにあった「なにかをずっと待っている人」に寒立馬がリンクしたといい、「それを起点にひとりの相手を思い続けている人のメタファーとして映像をつくろうと思いました」と語っている[25][26]。全尺の音楽を載せずに、ショートフィルム的に物語性のあるものを作りたいとMr.Children側から依頼を受けていたという[27]。
  - 2018年3月18日にさいたまスーパーアリーナで開催されたライブ『エレファントカシマシ 30th ANNIVERSARY TOUR "THE FIGHTING MAN" SPECIAL ド・ド・ドーンと集結!! 〜夢の競演〜』でライブ初披露された[28]。

## 参加ミュージシャン
- Mr.Children
  - 桜井和寿：Vocal & Guitar
  - 田原健一：Guitar
  - 中川敬輔：Bass
  - 鈴木英哉：Drums
- 森俊之：Piano
- 木ノ脇道元：Flute
- Jonathan Hammill：Horn
- 井上華：Horn
- 奥村晶：Trumpet
- 中川英二郎：Trombone
- Bob Zung：Sax
- 室屋光一郎：Strings
- 室屋光一郎ストリングス：Strings

## ライブ映像作品
| 曲名               | 作品名                              |
| ------------------ | ----------------------------------- |
| here comes my love | Mr.Children Tour 2018-19 重力と呼吸 |

## 収録アルバム
- 『重力と呼吸』
- 『Mr.Children 2015-2021 & NOW』